# Block N Load
Block N Load — компьютерная игра в жанре шутера от первого лица и песочницы, разработанная и изданная британской компанией Jagex совместно с Artplan. Она вышла в Steam 30 апреля 2015 года и распространяется по модели free-to-play.

## Геймплей
Две команды из пяти человек в каждой сражаются друг против друга. Игрок может взаимодействовать с окружающим миром: строить или разрушать его. Есть множество видов блоков. На выбор существуют различные персонажи (металлический робот, безумный учёный, смертоносный ниндзя и другие).

## Разработка
Игра распространяется по модели free-to-play.
20 ноября 2014 года Jagex объявила Block N Load преемницей своей предыдущей игры Ace of Spades.

## Отзывы
| Сводный рейтинг    | Сводный рейтинг |
| Агрегатор          | Оценка          |
| ------------------ | --------------- |
| Metacritic         | 73/100          |
| OpenCritic         | 73/100          |
| Иноязычные издания |                 |
| Издание            | Оценка          |
| PC Gamer (US)      | 76/100          |

Игра получила посредственные отзывы.
Омри Петитт из PC Gamer написал, что «игра может стать достойным соперником TF2 из-за своей доступности, быстроты и устойчивости». В Gamereactor написали следующее: «Креативный и захватывающий шутер от первого лица с элементами стратегии. Постоянно чем-то удивляет». На сайте Ingame игру описали так: «Block N Load — это не только весёлая игра, она также очень затягивает и может, наконец-то, стать альтернативой League of Legends».
Летом 2018 года, благодаря уязвимости в защите Steam Web API, стало известно, что точное количество пользователей сервиса Steam, которые играли в игру хотя бы один раз, составляло 2 434 754 человека.

## Закрытие
26 июля 2025 года разработчики объявили о закрытии игры 1 августа 2025 года.